# Drukpijn
Drukpijn is pijn door druk op een bepaald orgaan of weefsel. De pijn ontstaat doordat zenuwen worden afgekneld.
Oorzaken voor drukpijn kunnen onder andere zijn: zwelling, vochtophoping, bloedophoping, weefselontsteking, abces, orgaanvergroting door overmatige groei en gezwelvorming.
Drukpijn kan worden behandeld door het wegnemen van de oorzaak of met pijnstillers, hoewel het laatste natuurlijk slechts het symptoom bestrijdt.